# Hipnosi (pel·lícula)
Hipnosi (suec: Hypnosen) és una pel·lícula de comèdia dramàtica del 2023 dirigida per Ernst De Geer en el seu debut com a director, a partir d'un guió que va escriure amb Mads Stegger. La pel·lícula és protagonitzada per Asta Kamma August i Herbert Nordrum com a parella jove de socis comercials. S'ha subtitulat al català.
Es va estrenar al 57è Festival Internacional de Cinema de Karlovy Vary el 4 de juliol de 2023, i va arribar als cinemes de Suècia el 8 de març de 2024.
L'any 2020, el projecte va participar en el Village de les Coproduccions del Festival de Cinema de Les Arcs. Durant l'esdeveniment, va despertar més interès entre les agències de vendes internacionals, empreses coproductores i distribuïdores. El 2021, el projecte també va participar en el Mercat de Cinema Nòrdic, vinculat al Festival de Cinema de Göteborg. L'agència de vendes internacionals Totem Films va presentar les primeres imatges i el tràiler de la pel·lícula al mercat del Festival de Canes 2023.